# Arthur von Posadowsky-Wehner
Arthur Adolf comte von Posadowsky-Wehner baron von Postelwitz (né le 3 juin 1845 à Groß-Glogau, province de Silésie et mort le 23 octobre 1932 à Naumbourg) est un homme politique allemand.

## Biographie

### Les premières années
Posadowsky-Wehner est issu de la noblesse silésienne. Son père est le juge régional supérieur royal Adolf Eduard comte von Posadowsky-Wehner (1799-1848) et  sa mère est Amalie von Plötz (1811-1880). En 1864, il passe son Abitur au lycée protestant de Glogau puis, suivant la tradition de son père, étudie le droit et les sciences politiques à Berlin, Heidelberg et Breslau. Il chérit avec un intérêt particulier pour l'État et la loi ecclésiastique.
Après avoir obtenu son doctorat en 1867, il effectue un stage juridique de deux ans au tribunal municipal de Breslau et termine sa formation en 1869 avec le deuxième examen d'État. Cependant, il ne retourne pas dans la fonction publique et acquiert à la place un domaine qu'il gère par la suite. En janvier 1871, il épouse Elise Emma Adolfine von Moeller, fille d'un président de cour d'appel de Breslau. Avec elle, il a deux fils : Hans Adam Nikolaus (1872-1954) et Gustav Adolph (né en 1874), décédé prématurément, ainsi que deux filles Hélène Elisabeth, dite Liska (1872-1945) et Martha Hélène, dite Litta (née en 1875),.

### Ascension politique à Posen
Comme le travail agricole ne peut pas le satisfaire, Posadowsky-Wehner entre à nouveau sur la scène politique en 1871 et obtient un poste au gouvernement provincial de Posnanie. Entre 1873 et 1882, il travaille comme administrateur d'arrondissement, d'abord dans l'arrondissement de Wongrowitz, puis dans l'arrondissement de Kröben. Posadowsky-Wehner utilise habilement sa vaste indépendance dans cette position et fait des efforts modérés pour atteindre un équilibre entre la population majoritaire polonaise et les résidents allemands des districts, sans négliger les intérêts de l'Empire allemand en même temps.
En tant que membre du Parti conservateur libre, il siège à la Chambre des représentants de Prusse de 1882 à 1885. Par la suite, il dirige le gouvernement autonome provincial de Posnanie nouvellement baptisé et se concentre avant tout sur l'amélioration des infrastructures. En 1885, Posadowsky-Wehner est nommé gouverneur de Posen.

### Secrétaire d'État au Trésor de l'Empire
Le Silésien en pleine ascension est également remarqué à Berlin. l'empereur Guillaume II le nomme le 1er septembre 1893, secrétaire d'État au Trésor de l'Empire, il devient également représentant autorisé au Conseil fédéral. La politique de Posadowsky-Wehner renforce le rôle du Trésor du Reich contre le ministère prussien dominant des Finances. Il ralentit l'augmentation des dettes, commence à les rembourser et met en place des réglementations pour protéger l'agriculture.

### Vice-chancelier allemand
Après le refus de Johannes von Miquel, initialement prévu pour ces postes, Posadowsky-Wehner est promu le 1er juillet 1897, secrétaire d'État du ministère de l'Intérieur, vice-chancelier et ministre d'État prussien sans portefeuille. Sous lui, un changement de paradigme a lieu sur la question de savoir comment l'État monarchique doit traiter la social-démocratie.
Le projet de loi sur les prisons (de) est l'occasion d'une réorientation. Avec cette loi, que Posadowsky-Wehner présente au Reichstag en 1899 à la suggestion de l'empereur, les personnes qui empêchent un ouvrier de faire son travail ou l'incitent à faire grève peuvent être punies d'emprisonnement. Contre les voix des conservateurs, le Reichstag rejette le projet de loi le 20 novembre 1899. La nouvelle tentative de saper le SPD en élargissant le catalogue de mesures répressives a échoué. Posadowsky-Wehner tire les conséquences de la défaite et établit une nouvelle politique de péréquation envers les sociaux-démocrates en répondant à leurs revendications et en poursuivant la législation sociale.
Lorsqu'il prend ses fonctions de secrétaire d'État à l'Intérieur, Posadowsky-Wehner annoncz un ralentissement de la législation sociale. Néanmoins, au tournant du siècle, tant l'assurance pension que l'assurance-accidents sont profondément modifiées. En 1903, la loi sur la protection de l'enfance (de) entre en vigueur. Le développement ultérieur de l'État-providence est soutenu par le SPD au Reichstag et accrut la réputation de Posadowsky-Wehner parmi les sociaux-démocrates.
En outre, Posadowsky-Wehner parvient à un compromis au sein de la commission des tarifs douaniers entre les demandes du syndicat des agriculteurs, qui exige une augmentation drastique des tarifs des céréales de 3,50 marks à 7,50 marks par quintal, et l'autre partie, qui met en garde contre les tarifs de représailles sur les produits allemands. La nouvelle loi douanière, qui est adoptée le 14 décembre 1902 est ratifié par les voix du Zentrum, des libéraux nationaux et des conservateurs modérés, institue une augmentation des tarifs de 3,50 marks à 5,00 marks pour le seigle et à 5,50 marks pour le blé. Cela rétablit les tarifs douaniers de 1892.
Au cours de son mandat, Posadowsky-Wehner se retrouve exposé à une pression politique intérieure croissante. Son zèle socio-politique et sa coopération étroite avec le Zentrum retournent contre lui les libéraux et les conservateurs. Lorsque le chancelier Bernhard von Bülow met fin à sa collaboration avec le Zentrum en 1907 en raison de divergences d'opinion sur la politique coloniale, la base de travail politique de Posadowsky-Wehner est retirée. Par conséquent, il est renvoyé le 24 juin 1907.

### Sortie de l'Empire et de la République de Weimar
Dès lors, Posadowsky-Wehner vit comme doyen du chapitre protestant de la cathédrale de Naumbourg. Cependant, il est resté en politique et siège dans le Chambre des seigneurs de Prusse de 1907 à 1918 et en tant que député sans étiquette du Reichstag pour la circonscription de Bielefeld de 1912 à 1918. Entre 1915 et 1917, il représente son fils malade Nikolaus en tant qu'administrateur de l'arrondissement d'Elbing.
Posadowsky-Wehner regrette profondément la défaite de l'Empire allemand lors de la Première Guerre mondiale. Il désapprouve le nouvel ordre d'État de la République de Weimar, la fragmentation des partis lui semble mettre en danger l'unité du Reich allemand. Néanmoins, il continue son travail politique après 1918. Il se présente aux élections le 11 février 1919 contre Friedrich Ebert lors de l'élection à la présidence du Reich, mais est défait à l'Assemblée nationale de Weimar par 49 contre 277 sur un total de 379 voix. Jusqu'en 1920, il est chef du groupe parlementaire de la DNVP. Après le putsch de Kapp, salué par de nombreux membres de la DNVP, il prend ses distances avec le parti devenu trop radical pour lui et le quitte finalement fin 1920.
Lorsque l'inflation culmine en 1923 et 1924, il préconise une réévaluation et des demandes d'indemnisation de la part des personnes touchées. En 1925, il est élu au parlement provincial de Saxe (de), de 1928 à 1932, il siège pour le petit Parti du Reich pour les droits civils et la déflation au parlement de l'État libre de Prusse, dont il ouvre la première session de la nouvelle législature en tant que président principal. Il décède à Naumbourg en 1932 à l'âge de 87 ans.

## Honneurs et adhésions
- Docteur honoris causa en médecine (Université Justus-Liebig de Gießen)
- Docteur honoris causa en théologie (Université Frédéric-Guillaume de Berlin)
- Chevalier de l'Ordre de l'Aigle noir
- Chevalier de Justice de l'Ordre de Saint-Jean
- Président d'honneur de l'Association des Samaritains
- Président d'honneur du Conseil d'administration du Musée national germanique de Nuremberg
- Membre du Synode provincial de Posen et du Synode général de Prusse

Posadowsky-Wehner donne son nom à la baie Posadowsky (de) et au glacier Posadowsky qui se trouvent dans l'Antarctique oriental dans la Terre Guillaume-II, ainsi que le glacier Posadowsky (de) sur l'île Bouvet de l'Atlantique Sud et indirectement aussi le canyon Posadowsky (de) dans le Mer de Davis.

## Publications
- Über die Altersversorgung der Arbeiter (1883)
- Geschichte des schlesischen uradligen Geschlechtes der Grafen Posadowsky-Wehner Freiherrn von Postelwitz: nebst einem Anhang enthaltend Nachrichten über das Breslauer Patrizier-Geschlecht von Wehner (1891) (Digitalisat)
- Luxus und Sparsamkeit (1909)
- Die Wohnungsfrage als Kulturproblem (1910)
- Volk und Regierung im neuen Reich (1932)